# North American F-86D Sabre
North American F-86D Sabre (undertiden kaldet "Sabre Dog" eller "Dog Sabre") var en transonisk altvejrs jetjager som tjente ved United States Air Force og andre luftvåben. Selv om flyet var baseret på North Americans F-86 Sabre dagjager, havde F-86D kun cirka 25 procent dele til fælles med andre Sabre-udgaver; det havde et større skrog, en kraftigere motor med efterbrænder, og et radaranlæg; radomen gav flyet den karakteristiske 'hundesnude'.

## Design og udvikling
YF-95 var en videreudvikling af F-86 Sabre, og det første fly designet til at anvende de nye 2,75-inch (70 mm) "Mighty Mouse" Folding-Fin Aerial Rocket (FFAR). Udviklingen begyndte i marts 1949, og den ubevæbnede prototype, 50-577, fløj den første gang den 22. december 1949, fløjet af North Americans testpilot George Welch. Typen var den første U.S. Air Force natjager med kun en pilot og kun en motor, en J47-GE-17 med efterbrænder og en nominel effekt på 5.425 lbf (24,1 kN) statisk trykkraft. Den normale bevæbning blev fjernet og erstattet med en nedfældelig bakke, der fungerede som raketkaster for 24 ustyrede Mk. 4 raketter, der på daværende tidspunkt blev anset for et mere effektivt våben mod fjendtlige bombefly end en salve maskingevær- eller kanonild. Endnu en prototype, 50-578, blev bygget, men navnet YF-95 overlevede ikke længe; uvist af hvilken årsag blev designet omdøbt til YF-86D.
Skroget blev bredere og flystellet blev forlænget til 40 ft 4 in (12,29 m), fik en ændret hood over cockpittet, større haleplan og en AN/APG-36 altvejrsradar monteret i radomen i næsen, lige over luftindtaget til motoren. Fra produktionsblok F-86D-45 og frem, fik senere modeller af F-86D en opgraderet J-47-GE-33 motor med en nominel effekt på 5.550 lbf (24,7 kN). Der blev i alt bygget 2.504 eksemplarer af D-modellen.

## Operativ historie
Den 18. november 1952 satte en F-86D, 51-2945, en hastighedsrekord på 698,505 mph (1.124,1 km/t). kaptajn J. Slade Nash fløj en tre km (1,8 mi.) lang bane over Salton Sea i det sydlige Californien, i en højde af kun 125 ft (38 m). En anden F-86D brød rekorden den 16. juli 1953, da oberstløjtnant William F. Barns ombord på F-86D 51-6145, fulgte den samme bane som den tidligere rekordflyvning, opnåede 715,697 mph (1.151,8 km/t).

### Danmark
I juni 1958 kom de første 38 fly til Danmark med skib. De ankom til Nørresundby havn, ombord på hangarskibet USS Tripoli (CVE-64) fra USA. Det var i øvrigt en af Tripolis sidste sejlture, kort tid efter udgik hun af flådens tal og blev solgt til skrotning. De 38 fly blev rullet gennem Nørresundbys gader ud til Flyvestation Ålborg.
Flyvevåbnet modtog i alt 60 stk. af denne type (en enkelt kilde hævder 59) som våbenhjælp under USAs Military Assistance Program (MAP). De første F-86D afløste Gloster Meteor NF MK 11 ved Eskadrille 723 og F-84G Thunderjet ved Eskadrille 726 i Ålborg. I 1960 skiftede Eskadrille 728 på Flyvestation Skrydstrup deres F-84G ud med F-86D.
F-86D Sabres hovedopgave i Flyvevåbnet var at forsvare mod bombefly. Til det formål var flyet udelukkende udstyret med 24 stk. 2,75" Mighty Mouse-raketter. I teorien kunne en enkelt raket ødelægge et fjendtligt bombefly, men de ustyrede raketters elendige træfsikkerhed - affyret på en rimelig afstand for en maskinkanon, ville 24 raketter fordele sig tilfældigt over et areal på størrelse med en fodboldbane - gjorde dem i praksis uanvendelige til formålet. For også at være effektiv mod jagerfly, fik de danske Sabres i 1960 installeret varmesøgende Sidewinder-missiler.
Fra 1959 - 1964 er Flyvevåbnets F-86D flere gange blevet udstationeret på Wheelus Air Base i Libyen. Formålet var at træne skarpskydning mod slæbemål, da det var svært at finde egnede områder til dette i Danmark. I starten foregik skydningen med Mighty Mouse-raketter, men efter at flyene blev udstyret med Sidewinder-missiler, foregik skydningen med både missiler og raketter.
Sabre fik en ret kort tjenestetid ved Flyvevåbnet. Flyets tjeneste blev præget af tekniske problemer. Typen havde et for datiden avanceret system til brændstofkontrol, men det var ikke beregnet til at skulle holde så mange år og slet ikke til et fugtigt dansk klima, så det gav mange tekniske problemer og var årsag til flere totalhavarier. I 1964 ankom de første F-104 Starfighters som afløsning af F-86D i eskadrillerne 723 og 726 på Flyvestation Aalborg. F-86D flyene i eskadrille 728 på Flyvestation Skrydstrup forblev til 1966, da eskadrillen blev nedlagt.

## Varianter
YF-95A
Prototype altvejrsinterceptorjager; to stk. bygget, navnet ændret til YF-86D (North American model NA-164)
YF-86D
Oprindeligt navn YF-95A.
F-86D
Produktionsversionen af jageren, oprindeligt kaldt F-95A, 2.504 stk. blev fremstillet.
F-86G
Provisorisk navn for en F-86D version med opgraderet motor og ændringer i udrustningen, 406 stk. bygget som F-86D.
YF-86K
Basal version af F-86D beregnet på eksport, raketbakken erstattet med fire 20 mm maskinkanoner og et forsimplet ildledelsessystem. To fly konverteret til denne type.
F-86K
NATO-version af F-86D; MG-4 ildledelsessystem; fire 20 mm M24A1 kanoner med 132 skud pr. kanon; APG-37 radar. 120 stk. blev bygget af North American, 221 blev samlet af Fiat.
F-86L
Opgradering af eksisterende F-86D med ny elektronik, forlængede vingetipper og ændrede vingeforkanter, revideret cockpitlayout, og en opgraderet motor. 981 fly gik igennem denne behandling.

## Brugere
Kilde: Dorr
 Danmark
- Flyvevåbnet

Modtog 59 eks-USAF F-86D som våbenhjælp i årene 1958-1960; flyene blev tildelt eskadrillerne 723, 726 og 728.
 Filippinerne
- Filippinernes Luftvåben (Tagalog: Hukbong Himpapawid ng Pilipinas; spansk: Fuerza Aérea Filipina)

Modtog 20 stk. F-86D som våbenhjælp fra USA i årene fra 1960. Flyene blev tildelt 8th Fighter Interceptor Squadron "Vampires".
 Frankrig
- Det franske luftvåben (fransk: Armée de l'air)

Fiat byggede 62 F-86K for Frankrig i årene 1956-1957. Flyene blev tildelt EC 1/13 Artois, EC 2/13 Alpes og EC 3/13 eskadrillerne. Serienumrene var 55-4814/4844, 55-4846/4865, 55-4872/4874 og 55-4876/4879.
 Grækenland
- Grækenlands Luftvåben (Hellenic Air Force (HAF) græsk: Πολεμική Αεροπορία, Polemikí Aeroporía)

Anskaffede 35 stk. F-86D fra USA. Flyene blev modtaget i 1961 og taget ud af tjeneste i 1967, men blev holdt i 'mølpose' som reserve indtil 1969. F-86D var grækernes allerførste altvejrsjager. Flyene blev tildelt eskadrillerne 337 & 343. Indtil 1964 var alle flyene i metalfinish, derefter var de i standard NATO kamouflagebemaling.
 Holland
- Det hollandske luftvåben (nederlandsk: Koninklijke Luchtmacht, KLu)

Anskaffede 57 stk. amerikanskbyggede og seks Fiat-byggede F-86K Sabre mellem 1955–1956; flyene blev tildelt de tre eskadriller 700, 701 og 702. Flyene forblev i tjeneste til 1964.
 Honduras
- Honduras' Væbnede Styrker (spansk: Fuerzas Armadas de Honduras)

Købte seks brugte F-86K fra Venezuela i 1970.
 Italien
- Italiens Luftvåben (italiensk: Aeronautica Militare; AM)

Fiat producerede 121 stk. F-86K for Italien i årene 1955-1958. Derudover blev der opkøbt 120 F-86K fra USA. Der blev tildelt F-86K til de følgende AM enheder: 6 Gruppo COT/1 Stormo, 17 Gruppo/1 Stormo, 23 Gruppo/1 Stormo, 21 Gruppo/51 Aerobrigata, 22 Gruppo/51 Aerobrigata og 12 Gruppo/4 Aerobrigata.
 Japan
- Japans Luftvåben (Japan Air Self-Defense Force (航空自衛隊 Kōkū Jieitai), JASDF)

Indkøbte 122 stk. amerikanskbyggede F-86D mellem 1958–1961; flyene blev tildelt fire altvejrsinterceptor Hikōtai(eskadriller), og til forsøgscenteret i Gifu.
 Jugoslavien
- Jugoslaviens Luftvåben (serbokroatisk: Jugoslavensko Ratno zrakoplovstvo, Југословенско Ратно ваздухопловство)

Indkøbte 130 stk. amerikanskbyggede F-86D og havde dem i tjeneste i årene 1961 - 1974.
 Norge
- Det norske luftvåben (norsk: Luftforsvaret)

Indkøbte 60 stk. amerikanskbyggede F-86K Sabre imellem 1955–1956, og anskaffede også fire italienskbyggede Fiat K-modeller.
 Sydkorea
- Sydkoreas Luftvåben (koreansk: 대한민국 공군; Hanja: 大韓民國 空軍; Daehanminguk Gong-gun)

Anskaffede 40 stk. F-86D fra 20. juni 1955.
 Taiwan
- Taiwans Luftvåben (Republic of China Air Force (ROCAF), kinesisk: 中華民國空軍; pinyin: Zhōnghuá Mínguó Kōngjūn)

Antal, type og levering ukendt.
 Thailand
- Thailands Luftvåben (Royal Thai Air Force, RTAF; thai: กองทัพอากาศไทย, Kong Thap Akat Thai))

Indkøbte 20 stk. F-86L.
 Tyrkiet
- Tyrkiets Luftvåben (tyrkisk: Türk Hava Kuvvetleri)

Anskaffede 50 stk. F-86D og 40 stk. F-86K. Alle flyene var bygget i USA.
 Tyskland
- Tysklands Luftvåben (Luftwaffe)

Anskaffede 88 amerikanskbyggede F-86K imellem 22. juli 1957 – 23. juni 1958. De blev tildelt Jagdgeschwader 75, som senere blev omdøbt til 74.
 USA
- United States Air Force

Antal, type og levering ukendt. Der er lister, men de er totalt uoverskuelige.
 Venezuela
- Venezuelas Luftvåben (spansk: Fuerza Aérea Venezolana, FAV)

Anskaffede 32 stk. amerikanskbyggede F-86F imellem oktober 1955 – december 1960; I 1965 blev der yderligere indkøbt 79 Fiat-byggede F-86K fra Vesttyskland.

## Overlevende fly
Der er mange Sabre af alle mulige typer udstillet verden over. Nogle få af de nærmeste eksemplarer er:
- F-86D Sabre, 51-6171, tidligere USAF & Grækenland (som 6171), udstillet i North East Aircraft Museum, United Kingdom
- F-86D Sabre, 51-8453, Dansk militær registrering F-453, København, Danmark.[7]
- F-86D Sabre, Dansk militær registrering F-421, Danmarks Flymuseum, Stauning, Danmark [8]
- F-86D Sabre, 52-10023 Jugoslavisk nummer 14102, YUAF, fabriksnummer 190-748, udstillet på det Jugoslaviske Aeronautiske Museum, Beograd Nikola Tesla Lufthavn, Beograd, Serbien.
- F-86K Sabre, 54812, Italiensk nummer 51-3, Italiens Luftvåben, fremstillet af Fiat, Museo della Scienza e della Tecnologia "Leonardo da Vinci", Milano, Italien.

## Specifikationer (F-86D-40-NA)
| Besætning:        | 1                           | Pilot                                      |
| Længde:           | 40 ft. 3 in.                | 12,27 m                                    |
| Højde:            | 15 ft. 0 in.                | 4,57 m                                     |
| Spændvidde:       | 37 ft. 1,5 in.              | 11,31 m                                    |
| Tomvægt:          | 13.518 lb                   | 6.132 kg                                   |
| Max. vægt:        | 19.975 lb                   | 9.060 kg                                   |
| Motor:            | General Electric J47-GE-17B | turbojet                                   |
| Antal:            | 1                           |                                            |
| Trykkraft:        | 5.425 lbf                   | 24,1 kN                                    |
| Med efterbrænder: | 7.500 lbf                   | 33,4 kN                                    |
| Max. fart:        | 693 mph                     | 1.115 km/t, Mach 0,91                      |
| Rækkevidde:       | 330 mi                      | 531 km uden droptanke                      |
| Max.flyvehøjde:   | 49.750 ft.                  | 15.163 m                                   |
| Stigehastighed:   | 12.150 ft/min               | 61,7 m/s                                   |
| Bevæbning:        |                             |                                            |
| Kanoner:          | Ingen                       |                                            |
| Raketter:         | 24 x 2,75 in (70 mm)        | Mighty Mouse FFAR raketter i ventral bakke |